# 7763 Crabeels
7763 Crabeels è un asteroide della fascia principale. Scoperto nel 1990, presenta un'orbita caratterizzata da un semiasse maggiore pari a 2,7418002 UA e da un'eccentricità di 0,0717037, inclinata di 4,81114° rispetto all'eclittica.